# محمدحسن ابراهیمی
محمدحسن ابراهیمی (زادهٔ ۲۲ دی ۱۳۴۶ – درگذشته ۱۵ اردیبهشت ۱۳۸۳) فرزند حسین، امام جمعه و مدیر (کالج مطالعات اسلامی امام باقر علیه السلام) در گویان، که دو سال پس از سکونت در گویان در ۱۴ فروردین ۱۳۸۳ توسط افراد ناشناسی ربوده و ۳۵ روز بعد کشته شد.
وی سال ۱۳۸۰ از طرف جامعه المصطفی مأمور شد تا برای تبلیغ به کشور گویان برود.

## زندگی
در ۲۲ دیِ ۱۳۴۶ در خانواده‌ای بوشهری در نجف به دنیا آمد و پدر و مادرش اصالتاً اهل شهرستان دشتی و تنگستان بودند. پدرش همراه با خانواده به جهت تحصیل علوم حوزوی به نجف اشرف و بعدها به کربلا مهاجرت کرده بودند. محمدحسن دوران کودکی را در نجف و کربلا سپری کرد و در سن پنج سالگی به همراه خانواده به ایران و شهر قم آمدند. وی از نوجوانی تعلقات مذهبی داشت و در این زمینه فعال بود.

## تحصیلات
او پس از اخذ مدرک دیپلم و با پایان دوره سطح نزد جواد تبریزی، علوی گرگانی و وحید خراسانی، به مدت ۵ سال درس خارج فقه را گذراند و توسط سیدعلی خامنه‌ای معمّم گشت.
بعد از مدتی توانست مدرک کارشناسی خود را در حقوق بین‌الملل دریافت نماید. ابراهیمی به زبان‌های انگلیسی و عربی تسلط کامل داشت و با زبانهای فرانسوی، آلمانی، اسپانیولی، در حد رفع نیاز آشنا بود. به طوریکه او نحوه مکامله عربی و انگلیسی را تدریس می‌کرد. او در سال ۱۳۶۹ جهت کارهای تبلیغی به بوشهر مهاجرت کرد. او دوره کارشناسی ارشد حقوق بین‌الملل را در دانشگاه مفید به پایان رساند.

## ازدواج و فعالیت‌های بین‌المللی
او در ۷ اسفند ۱۳۷۵ با شهناز انصاری (اهل آبادان و دبیر شاغل) ازدواج کرد. وی از سال ۱۳۷۵ به همکاری با سازمان مدارس خارج از کشور پرداخت. آنگاه برای مدتی مسئولیت امور حقوقی مرکز جهانی اهل‌بیت را پذیرفت. وی در تبلیغ مذهب شیعه در کشورهای حوزه کارائیب و کشورهای عربی بسیار فعال بود.

## درگویان
در سال ۱۳۸۱ ابراهیمی برای مدت دو سال به کشور گویان در آمریکای جنوبی رفت و با سمت مدیریت در (کالج مطالعات اسلامی) به خدمت پرداخت. در این مدت یکبار نیز در فروشگاه مورد ضرب و شتم مخالفین قرار گرفت.

## ربوده و کشته شدن
محمدحسن ابراهیمی، امام جمعه گویان، در ۲ آوریل ۲۰۰۴ (۱۴ فروردین ۱۳۸۳) در سن ۳۷ سالگی از مقابل کالج محل تدریس خود ربوده شد و ۳۵ روز بعد (۱۵ اردیبهشت) جسد خونینش را با دستانی بسته در ۴۶ کیلومتری جرج تاون در گودالی به عمق ۱ الی ۲ متر یافتند. پیکرش را در شهر قم به خاک سپردند.

## اتهامات
ایران بر آن است که دشمنان، وی را به اتهامات تروریستی از جمله عضویت گروه القاعده، دلالی اسلحه، دخالت در واقعه ۱۱ سپتامبر و انفجار مقر یهودیان دربوینوس آیرس از بین برده‌اند.

## موضع سید علی خامنه ای
سیدعلی خامنه ای برای روشن شدن قضیه ربایش و قتل وی یک تیم امنیتی – سیاسی با اختیارات کامل عازم گویان نمود. همچنین کتباً درگذشت وی را به خانواده او تسلیت گفت.